# Глас занатлија (лист)
Глас занатлија је лист за поуку Срба занатлија и прометника који је почео да излази 1872. године у Новом Саду.

## Историјат
Лист је почео да излази 9. јуна 1872. године. У литератури се могу наћи подаци да је лист Глас занатлија покренут на иницијативу Светозара Марковића. Тврдње нису потркрепљене доказима, али оно што је сигурно јесте да је лист прожет идејама Светозара Марковића.
Лист није наишао на добар одзив претплатника. Након четири месеца излажења листа испоставило се да не може да сакупи 800 претплатника колико је било потребно да се подмире сви трошкови издавања. Због тога је Задруга занатлија, крајем децембра 1872. године одустала од издавања новина.
Од броја 4 лист је излазио са поднасловом Лист задружних Срба за поуку и радиност.

### Периодичност излажења
Лист је излазио недељно.

### Изглед листа
Димензије листа су биле 29 cм.

### Место и година издавања
Нови Сад, 1872.

### Штампарија
Лист је штампан у Српској народној задружној штампарији.

## Власник и уредник
Уредник листа Глас занатлија је био Алекса Алексић. Од броја 21 уредник листа је био Никола Продановић.